# Goudi Olympic Complex
Koordinaten: 37° 59′ 1,8″ N, 23° 46′ 49,3″ O
Das Goudi Olympic Complex ist ein Sportzentrum, das für die Olympischen Sommerspiele 2004 in Athen errichtet wurde.

## Daten
Die Anlage wurde am 31. März 2004 fertiggestellt und offiziell am 31. Juli 2004 eröffnet. Die Gesamtfläche der Sportstätte beträgt 231.700 m². Der Komplex liegt im östlichen Stadtzentrum von Athen (28,5 km vom olympischen Dorf entfernt) und besteht aus zwei verschiedenen Anlagen:
- In der Goudi Olympic Hall fanden die Badminton-Wettkämpfe sowie die Schieß- und Fechtwettbewerbe des Modernen Fünfkampfs statt. Die Zuschauerkapazität beträgt 4.100 (Badminton) bzw. 3.000 (Moderner Fünfkampf).
- Im Olympic Modern Pentathlon Centre fanden die drei restlichen Wettkämpfe des Modernen Fünfkampfs statt, also Schwimmen, Springreiten und Geländelauf. Die Zuschauerkapazität beträgt 2.500 beim Schwimmen sowie 5.000 beim Reiten und Laufen.

## Nutzung nach Olympia
Nach den Olympischen Spielen zog in das Areal das Badmintontheater.